# دکتر هفتم
دکتر هفتم یکی از تجسم‌های دکتر، قهرمان مجموعه تلویزیونی علمی-تخیلی بی‌بی‌سی دکتر هو است. او توسط بازیگر اسکاتلندی، سیلوستر مک‌کوی به تصویر کشیده شده‌است.
در روایت سریال، دکتر ارباب زمان بیگانه چندصدساله از سیاره گلفری است که به‌طور مکرر به همراه همراهانش با سفینه‌اش تاردیس در زمان و فضا سفر می‌کند. در پایان زندگی اش، دکتر می‌تواند بدن خود را تجدید حیات کند. در نتیجه، ظاهر بدنی و شخصیت او تغییر می‌کند.
مک کوی دکتر هفتم را به عنوان شخصیتی غریب و متفکر به تصویر می‌کشد که به سرعت لایه لایه تر، مرموزتر و دستکاری تر می‌شود. اولین همراه او ملانی بش (بانی لانگفورد)، یک برنامه‌نویس رایانه بود که با تجسم قبلی دکتر نیز سفر می‌کرد و به زودی با جایگزین شدنش با نوجوان دردسر ساز و متخصص مواد منفجره ایس (سوفی آلدرد)، دکتر موفق می‌شود از او حفاظت کند.
دکتر هفتم اولین بار در ۱۹۸۷ در تلویزیون ظاهر شد. پس از لغو برنامه در پایان ۱۹۸۹، ماجراهای دکتر هفتم در رمان‌ها تا اواخر دهه ۱۹۹۰ ادامه یافت. دکتر هفتم قبل از اینکه توسط دکتر هشتم (پل مک‌گان) جایگزین شود، در آغاز فیلم ۱۹۹۶ ظاهر شد.